# برنت امری
برنت امری (انگلیسی: Brent Emery؛ زادهٔ ۱۵ سپتامبر ۱۹۵۷) دوچرخه‌سوار اهل ایالات متحده آمریکا است.
وی در مسابقات کشوری و بین‌المللی در مجموع برندهٔ ۱ مدال نقره شده‌است.